# 坪内宗高
坪内宗高（つぼうち むねたか、生没年不詳）は、安土桃山時代から江戸時代ごろにかけての武将。実名は前野自勝で前野宗高とも表記される。前野長康の家老で但馬国出石城代。

## 人物
前野忠勝の子とされ、前野自勝を名乗る。養父の前野自唯と実父の忠勝からそれぞれ「自」「勝」の字の偏諱を受けた。坪内利定（利之）の娘婿となっていたため坪内姓で表記されるが、実際には前野を名乗っていた。
永禄10年（1567年）、木下秀吉の軍勢に前野長康御内衆として参陣し、伊勢国に発向する。元亀元年（1570年）、秀吉が横山城代になるのに従って、弟の忠康や前野勘兵衛とともに城番となった。
自勝の次男である前野自性は生駒家の江戸詰家老で、江戸時代初期に讃岐高松藩生駒家で起こった御家騒動「生駒騒動」で生駒将監らと対立して切腹処分となったが、切腹する前に病死した。前野助左衛門の子・前野唯雪は切腹となった。子孫は代々阿波徳島藩蜂須賀家に仕えた。
この子孫の系統によって書かれた系図には、名を小兵衛、のちに兵庫、佐々成政の妹を室とした、とされているが、それぞれ前野勝長、前野忠康、前野吉康との混同である。

## 氏族
宗高は坪内姓を名乗っていたが、父・勝長と同じく本来の姓は前野である。前野氏（良岑氏流前野氏）は、桓武天皇の子の良岑安世を始祖とする良岑氏の系統で、良岑高成(原高成)の子である良岑(前野)高長もしくはその曽孫である前野時綱が尾張国丹羽郡前野村（現在の愛知県江南市前野町から大口町辺り）に移り住んで前野を名乗ったのが始まりとされている。また、坪内忠勝の代から続く坪内氏は称良岑氏流前野氏系坪内氏といい、坪内氏ではなく前野氏の派生氏族に分類される。

## 系譜
- 実父：前野又五郎忠勝
- 養父：前野惣兵衛自唯
- 正室：坪内喜太郎利定娘[1]、坪内源太郎家定娘[2]
  - 男子：前野弐左衛門何某
  - 男子：前野助左衛門自性
  - 女子：長曾我部右衛門太郎盛親婚約
  - 女子：山田久左衛門室
  - 女子：山田將監室
  - 女子：津田大炊（織田左京亮与一）室
  - 女子：野々村源助室
  - 女子：小野木十左衛門室